# Yume Musubi Koi Musubi
Yume Musubi, Koi Musubi (夢結び恋結び Yume Musubi, Koi Musubi) es un manga de temática yaoi creado e ilustrado por Yaya Sakuragi (桜城やや Sakuragi Yaya). Ao, repentinamente decide que está enamorado de Ryoumei (un hombre, sacerdote del Santuario local y amigo de su infancia). Después de haber experimentado su primer sueño húmedo con él, Ao le dice a Ryoumei que quiere hacer cosas "pervertidas" con él. Hará falta más que un poco de persuasión por parte de Ao para llevarse a Ryoumei a la cama, y que más le espera cuando Aka decide aparecer en su vida.

## Argumento
La historia comienza cuando Ao tiene un sueño muy pervertido con Ryoumei, un amigo desde la infancia. A partir de ahí, ambos se encuentran en apuros, al confundir sus sentimientos, pues esta es la primera vez que se sienten de esa manera por otro hombre.

## Manga
Publicado en la revista japonesa Asuka CIEL perteneciente a la editorial Kadokawa Shoten. Comenzando en enero de 2008, ha sido publicado bimensualmente, llegando a su capítulo 8 en abril de 2009 (aún continúa). Ha alcanzado la publicación de dos tankōbon en Japón y un BL Drama CD hasta la fecha.

## Personajes
Ao: Estudiante común de preparatoria (17 años), sus padres se separaron y ahora vive con su abuela. Cuando Ao era muy pequeño trató de hacer una manda, en el cual tenía que realizar 100 viajes sin que lo viesen pero fue descubierto por Ryoumei, desde entonces los dos se llevan muy bien. Y durante la historia Ao descubre que siente algo especial hacia Ryomei ( por cierto Ao es muy pervertido).
Ryoumei: Adulto que trabaja en un templo y además en una pastelería. Es muy educado y correcto.
Shumpei: Amigo de Ao de la escuela. Al parecer, también se siente atraído por los hombres.
Shuuji: Amigo de Ryoumei. Es divorciado y actualmente vive con su hija Chii. Suele entrometerse en la relación de Ao y Ryoumei para darle celos a Ryoumei.
Chii-chan: Hija pequeña de Shuuji y amiga de Ao.
Aka: Es el hermano gemelo de Ao. No tienen muy buena relación entre ellos, no soporta a los gays y vive con su madre.

## Enlaces
- Revista CIEL Archivado el 5 de septiembre de 2011 en Wayback Machine. (Japonés)

- Datos: Q6170521